# Rio Cao'e
O rio Cao'e (chinês: 曹娥江, pinyin: Cáo'é Jiāng) é um dos maiores rios da província de Chequião. É chamado assim em honra de Cao E, uma cachopa da dinastia Han venerada pela sua piedade filial. A sua principal fonte está no Condado de Pan'an, nas montanhas de Dapan e a foz está na Baía de Hancheu perto do estuário do rio Qiantang. Tem um comprimento total de 182,4 quilómetros e uma bacia de 5.930,9 quilómetros quadrados.

## Nomes
O rio Cao'e deve o seu nome a Cao E (130–143 d.C.), uma rapariga da dinastia Han que se afogou no rio após o seu pai se ter afogado e o seu corpo [o do seu pai] ter sido perdido. Começou a ser venerada como um exemplo de piedade filial. Em tempo antigos, o rio foi chamado rio Shun (舜江), por causa do legendário Imperador Shun e o seu estuário era chamado Dong Xiao Jiang (东小江, Pequeno Rio do Leste). O seu trecho superior é chamado rio Chengtan (澄潭江), também é chamado Shanxi (剡溪) perto de Shengzhou e rio Shangyu no distrito de Shangyu.

## Percurso
O rio Cao'e começa na montanha Jiangongling (尖公岭) da cordilheira de Dapan (大盘山脉). Na sua fonte, Tengxi (藤溪) está localizado na aldeia de Wangcun, na vila de Shanghu, no condado de Pan'an. A trecho superior é chamado rio Chentan, o qual vai para nordeste atravessando a vila de Jingling, a vila de Chengtan e o sul de Shengzhou, por noventa e um quilómetros. O rio Chengtan junta-se com o rio Xinchang em Shengzhou. Depois da confluência o rio é chamado Cao'e e depois disso conflui com o rio Changle à sinistra e com o rio Huangze à direita. Depois de entrar no distrito de Shangyu, o rio Cao'e é ampliado pelo Xiaguan (下管溪) em Zhangzhen e depois pelo rio Xiaoshun em Shangpu (上浦). Após isto, é atravessado por váriios canais incluindo o canal de Zhedong, antes de desembocar na Baía de Hancheu. Tem um comprimento total de 182,4 quilómetros e uma bacia de cerca de 5.930,9 quilómetros quadrados.

## Principais tributários
O rio Chengtan, a principal fonte do caudal do Cao'e, é muitas vezes considerado um tributário. Prolonga-se por noventa e um quilómetros e tem uma bacia de 865 quilómetros quadrados.
O rio Xinchang prolonga-se por 52,5 quilómetros e tem uma bacia de 535 quilómetros quadrados. Origina-se no condado de Tiantai.
O rio Changle decorre por 70,5 quilómetros e tem uma bacia de 864 quilómetros quadrados. Origina-se em Dongyang e junta-se ao rio Cao'e na baixa de Shengzhou.
O rio Huangze estende-se por 70,6 quilómetros e tem uma bacia de 577 quilómetros quadrados. Origina-se no monte Xiabo na fronteira dos condados de Ninghai e Xinchang.

O rio Xiaoshun perpassa por 73 quilómetros e tem uma bacia de 544 quilómetros quadrados. As suas duas fontes principais, o ribeiro Sul e o ribeiro Norte, estão em Shengzhou e no condado de Shaoxing, respectivamente.

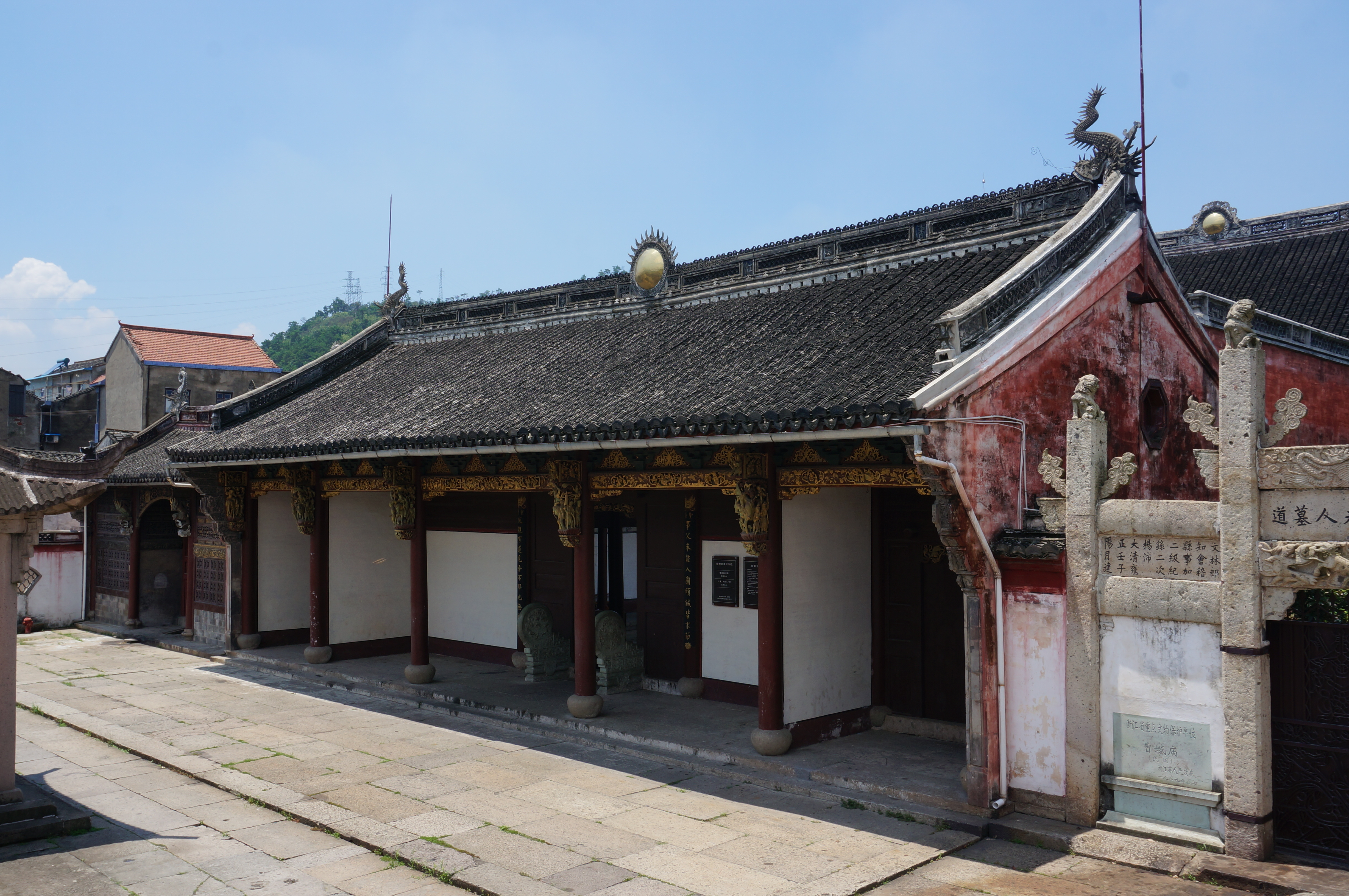
O Templo de Cao E, localizado à beira do rio Cao'e em Shangyu.

## Turismo
A área do quarenta quilómetros da bacia do rio Cao'e em Shangyu é uma área cénica de Chequião. Foi um destino popular para poetas viajantes durante a dinastia Tang. Outra grande atracção é o Templo de Cao E, erguido na dinastia Song (960–1279) para comemorar a filha pia.